# Helene Fischer
Helene Fischer (* 5. srpna 1984 Krasnojarsk, Rusko) je německá popová zpěvačka.

## Biografie
Narodila se jako druhé dítě rusko-německým manželům Marii a Petrovi Fischerovým v ruském městě Krasnojarsk na Sibiři. V roce 1988 se přestěhovala se svými rodiči do Wöllsteinu ve spolkové zemi Porýní-Falc. Po ukončení reálky absolvovala tříletou nástavbu na hudební škole (Stage and Music School) ve Frankfurtu nad Mohanem, kterou úspěšně zakončila jako hudební herečka. Během studií zaslala její maminka bez jejího vědomí jedno její demo CD manažerovi Uwemu Kanthakovi, který se spojil s uznávaným producentem Jeanem Frankfurterem a díky němu pak získala smlouvu u vydavatelské firmy.
Od roku 2006 zaznamenala umístění v německých šlágrových a popových hitparádách a vystupovala v pořadech. Na svém kontě má více studiových alb. Do konce roku 2010 prodala více než 2 000 000 nosičů, přičemž nejprodávanějším albem se stala debutová deska Von hier bis unendlich, které se prodalo přes 520 000 ks. První výběrovka Best of vyšla v červnu 2010 a první týden se usadila na druhém místě německé albové hitparády. V Rakousku dosáhla na 1. místo. Toto album zaznamenalo úspěch dokonce i v neněmecky mluvících zemích, jako jsou Nizozemsko a Dánsko. V Dánsku se album dostalo až na 5. místo.
Opakovaně vyhrála v soutěžích Goldene Henne (2007, 2008 a 2010), Krone der Volksmusik (2008, 2009, 2010) a Echo (2009 – za německy zpívaný šlágr roku a DVD produkci roku Mut zum Gefühl – Helene Fischer live, za rok 2010 – DVD Produkce; Zaubermond live).
Dne 14. října 2011 představila nové studiové album s názvem Für einen Tag.
K 13. červnu 2013 prodala celkem 3 505 000 alb. Dne 4. října 2013 vyšlo další studiové album Farbenspiel.

## Diskografie

### Alba

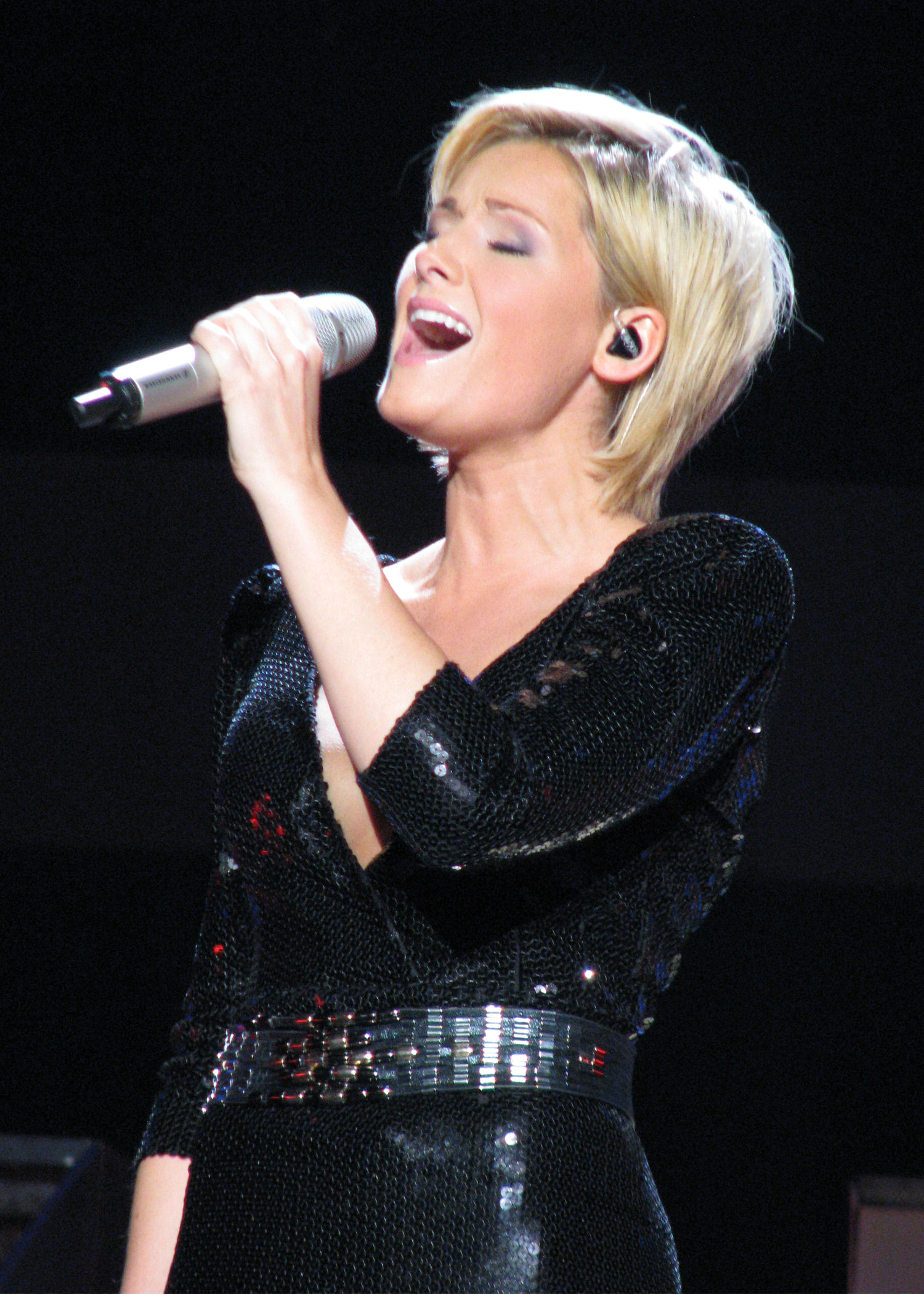
Helene Fischer, 2010

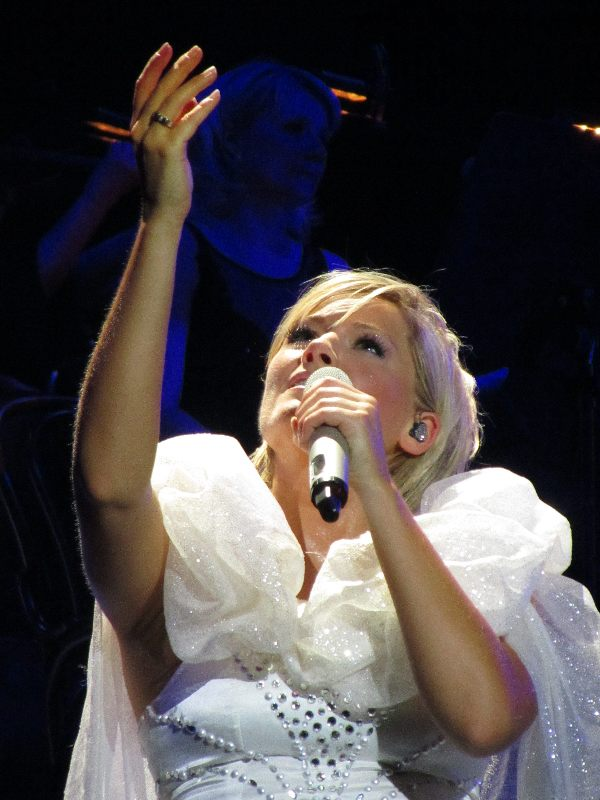
Helene Fischer on Tour 2011

- Von hier bis unendlich [vydání: 03. února 2006 - D #19]
- So nah wie du [vydání: 29. června 2007 - D #5]
- Zaubermond [vydání: 27. června 2008 - D #2]
- So wie ich bin [vydání: 9. října 2009 - D #2]
- Best of [vydání: 4. června 2010 - D #2]
- Best Of Helene Fischer Live - So wie ich bin (vydání: 10. prosince 2010 - D #2]
- Best of – Der ultimative Dance-Mix [vydání: 28. ledna 2011 - D #?]
- Für einen Tag [vydání: 14. října 2011 - D #1]
- Farbenspiel [vydání: 04. října 2013 - D #]

### Singly
- 01/2006 Feuer am Horizont
- 04/2006 Von hier bis unendlich
- 07/2006 Und morgen früh küss' ich dich wach
- 11/2006 Im Reigen der Gefühle
- 05/2007 Mitten im Paradies
- 08/2007 Du fängst mich auf und lässt mich fliegen
- 10/2007 Du hast mein Herz berührt
- 02/2008 Ich glaub' dir hundert Lügen (jen promo)
- 2008: Mal ganz ehrlich (jen promo)
- 2008: Lass mich in dein Leben
- 2008: Ich geb’ nie auf (jen promo)
- 2009: Ich will immer wieder... dieses Fieber spür'n (DE #30)
- 2009: Vergeben, vergessen und wieder vertrauen (jen promo)
- 2009: Du lässt mich sein, so wie ich bin (jen promo)
- 2010: Hundert Prozent (jen promo)
- 2010: Nicht von dieser Welt (jen promo)
- 2010: Von Null auf Sehnsucht (jen promo)
- 2010: Manchmal kommt die Liebe einfach so (Version 2010) (jen promo)
- 2011: Allein im Licht
- 10/2011: Phänomen (DE #49)
- 11/2011: Wär heut mein letzter Tag
- 05/2012: Die Hölle morgen früh (DE #68)
- 08/2012: Nur wer den Wahnsinn liebt
- 03/2013: Biene Maja (DE #78)
- 09/2013: Fehlerfrei (DE #?)
- 11/2013: Atemlos durch die Nacht

### DVD
- So nah so fern (vydání 14. září 2007)
- Mut zum Gefühl – Živě z Chemnitzu z 2. ledna 2008 (vydání: 14. března 2008, D #18)
- Zaubermond - live (vydání 19. června 2009, D #12)
- So wie ich bin – Live (Vydání 11. prosince 2010, D - #1)
- Live-Helene Fischer zum ersten Mal mit Band und Orchester (Vydání 2. prosince 2011, D - #14)
- Für einen Tag - Live 2012 (vydání 14. prosince 2012, D #1)